# Lijst van rijksmonumenten in Onderdendam
De plaats Onderdendam telt 29 inschrijvingen in het rijksmonumentenregister. Hieronder een overzicht. 
Voor een overzicht van beschikbare afbeeldingen zie de categorie Rijksmonumenten in Bedum op Wikimedia Commons.
| Object                                                                                                | Oorspronkelijke functie?  | Bouwjaar                                                                      | Architect                             | Locatie               | Coördinaten?                  | Nr.?   | Afbeelding                                                              |
| --- | ------------------------- | ----------------------------------------------------------------------------- | ------------------------------------- | --------------------- | ----------------------------- | ------ | ----------------------------------------------------------------------- |
| Waterschaps- of Zijlvesthuis                                                                          | Bestuursgebouw en onderdl | 1619-'21 1660 (uitbr.) 1964 (rest.)                                           |                                       | Bedumerweg 2          | 53° 20' 7" NB, 6° 35' 18" OL  | 8735   | Meer afbeeldingen                                                       |
| Hervormde kerk                                                                                        | Kerk en kerkonderdeel     | 1840                                                                          | W.K. Dusseldorp                       | Bedumerweg 15         | 53° 20' 7" NB, 6° 35' 24" OL  | 8736   | Meer afbeeldingen                                                       |
| Woonhuis met omlijste ingang onder omgaand zadeldak met vier hoekschoorstenen waarvan twee met borden | Woonhuis                  | midden 19e eeuw                                                               |                                       | Bedumerweg 20         | 53° 20' 6" NB, 6° 35' 24" OL  | 8737   | Meer afbeeldingen                                                       |
| Dwars op achterbouw staand breed woonhuis onder schilddak met twee hoekschoorstenen                   | Woonhuis                  | ca. 1860                                                                      |                                       | Bedumerweg 28-30      | 53° 20' 3" NB, 6° 35' 26" OL  | 8738   | Meer afbeeldingen                                                       |
| Breed woonhuis met omlijste ingang onder schilddak met hoekschoorstenen                               | Woonhuis                  | 1850-1900                                                                     |                                       | Bedumerweg 32         | 53° 20' 2" NB, 6° 35' 26" OL  | 8739   | Breed woonhuis met omlijste ingang onder schilddak met hoekschoorstenen |
| Landhuis met dwarse voorbouw onder schilddak met uitgebouwde kamer boven de ingang                    | Woonhuis                  | eind 18e eeuw midden 19e eeuw (verb.)                                         |                                       | Boterdiep OZ 1        | 53° 17' 60" NB, 6° 35' 49" OL | 8740   | Meer afbeeldingen                                                       |
| Vaartzicht (voorm. café)                                                                              | Woonhuis                  | mog. 17e eeuw (kern) 18e eeuw (verb.) 19e eeuw (verb.)                        |                                       | Uiterdijk 5           | 53° 20' 7" NB, 6° 35' 26" OL  | 8741   | Meer afbeeldingen                                                       |
| De Zilvermeeuw                                                                                        | Industrie- en poldermolen | 1870 1951 (herst.) 1972-'74 (rest.) 2007 (rest.)                              | Hunse Holman (1951) Bremer (1972-'74) | Winsumerweg 5         | 53° 20' 29" NB, 6° 34' 48" OL | 8742   | Meer afbeeldingen                                                       |
| Draaibrug over het Boterdiep                                                                          | Brug                      | 1886                                                                          |                                       | bij Uiterdijk 5       | 53° 20' 8" NB, 6° 35' 27" OL  | 8743   | Meer afbeeldingen                                                       |
| Molentil                                                                                              | Brug                      | 1895 1997 (renov.)                                                            |                                       | bij Uiterdijk 3       | 53° 20' 6" NB, 6° 35' 28" OL  | 8744   | Meer afbeeldingen                                                       |
| Kantongerecht Onderdendam                                                                             | Woonhuis                  |                                                                               |                                       | Middelstumerweg 1     | 53° 20' 9" NB, 6° 35' 19" OL  | 8745   | Meer afbeeldingen                                                       |
| Gebouw op T-vormige plattegrond onder schilddaken met op het dwarshuis hoekschoorstenen met borden    | Woonhuis                  | verm. 1860-1870                                                               |                                       | Middelstumerweg 9     | 53° 20' 10" NB, 6° 35' 23" OL | 18215  | Meer afbeeldingen                                                       |
| Onderkelderd complex van een rechthoekig hoofdgebouw met aangebouwde zijvleugels en koetshuis         | Woonhuis                  | 1874                                                                          | H. Wind                               | Middelstumerweg 17    | 53° 20' 10" NB, 6° 35' 25" OL | 18216  | Meer afbeeldingen                                                       |
| Voorm. dienstwoning met blokbepleistering onder schilddak met sierelementen op de hoeken              | Woonhuis                  | 1874                                                                          | H. Wind                               | Middelstumerweg 17a   | 53° 20' 10" NB, 6° 35' 26" OL | 18217  | Meer afbeeldingen                                                       |
| Eenvoudig pand onder schilddak met hoekschoorstenen                                                   | Woonhuis                  | 1850-1900                                                                     |                                       | Rodeweg 6             | 53° 20' 10" NB, 6° 35' 15" OL | 18218  | Eenvoudig pand onder schilddak met hoekschoorstenen                     |
| Blokbepleisterd pand met souterrain en bel-etage onder schilddak met hoekschoorstenen                 | Woonhuis                  | 1850-1875                                                                     |                                       | Uiterdijk 18          | 53° 20' 6" NB, 6° 35' 11" OL  | 18219  | Meer afbeeldingen                                                       |
| Menkeweersterholtje: IJzeren hoogholtje over de Warffumermaar                                         | Brug                      | vroege 20e eeuw                                                               |                                       | bij Warffumerweg 16   | 53° 20' 20" NB, 6° 34' 60" OL | 18220  | Meer afbeeldingen                                                       |
| Huis Molenkom: Pand onder schilddak met hoekschoorstenen met achterbouw onder twee schilddaken        | Woonhuis                  | mog. ca. 1800                                                                 |                                       | Warffumerweg 16       | 53° 20' 20" NB, 6° 34' 59" OL | 18221  | Meer afbeeldingen                                                       |
| Terrein met een wierde                                                                                | Archeologisch monument    | ca. begin jaartelling                                                         |                                       | Bosweg                | 53° 19' 60" NB, 6° 34' 52" OL | 45097  | Terrein met een wierde                                                  |
| Menkeweer                                                                                             | Archeologisch monument    | middeleeuwen                                                                  |                                       | bij Warffumerweg 23   | 53° 20' 26" NB, 6° 35' 2" OL  | 45098  | Menkeweer                                                               |
| Pand met souterrain en bel-etage onder zadeldak met geschulpte lijsten                                | Woonhuis                  | ca. midden 19e eeuw                                                           |                                       | Middelstumerweg 11    | 53° 20' 10" NB, 6° 35' 24" OL | 332558 | Meer afbeeldingen                                                       |
| Voorm. stalling                                                                                       | Boerderij                 |                                                                               |                                       | bij Middelstumerweg 9 | 53° 20' 10" NB, 6° 35' 23" OL | 350880 | Upload foto                                                             |
| Oldambtster boerderij met aangebouwde bijschuur aan de noordzijde                                     | Boerderij                 | 1894 1910-1915 (verb.)                                                        |                                       | Boterdiep OZ 13       | 53° 19' 45" NB, 6° 35' 38" OL | 510648 | Oldambtster boerderij met aangebouwde bijschuur aan de noordzijde       |
| Stookhok met aangebouwde muur met poort naar de boerderij                                             | Boerderij                 | ca. 1894                                                                      |                                       | bij Boterdiep OZ 13   | 53° 19' 45" NB, 6° 35' 38" OL | 510649 | Stookhok met aangebouwde muur met poort naar de boerderij               |
| Gereformeerde kerk                                                                                    | Kerk en kerkonderdeel     | 1932                                                                          | A. Wiersema                           | Bedumerweg 34         | 53° 20' 1" NB, 6° 35' 26" OL  | 510656 | Gereformeerde kerk                                                      |
| Gereformeerde pastorie met aanbouw                                                                    | Kerkelijke dienstwoning   | 1933                                                                          | A. Wiersema                           | Bedumerweg 36         | 53° 20' 0" NB, 6° 35' 27" OL  | 510657 | Meer afbeeldingen                                                       |
| Gereformeerde kerk en pastorie, hekwerk                                                               | Erfscheiding              | 1933 1965 (hek bij pastorie)                                                  |                                       | bij Bedumerweg 34-36  | 53° 20' 1" NB, 6° 35' 26" OL  | 510658 | Meer afbeeldingen                                                       |
| Winkelwoning in eclectische stijl met woongedeelte en aangebouwde schuur (voorm. bakkerswinkel)       | Woonhuis                  | ca. 1850                                                                      |                                       | Achterweg 4           | 53° 20' 6" NB, 6° 35' 16" OL  | 510690 | Meer afbeeldingen                                                       |
| Hunsingo (Molen Haitsma)                                                                              | Industrie- en poldermolen | 1855 (onderbouw) 1939 (onttakeling) 2005 (rest. onderbouw) 2008 (rest./herb.) |                                       | Uiterdijk 4           | 53° 20' 8" NB, 6° 35' 16" OL  | 527609 | Meer afbeeldingen                                                       |